# Lista siturilor arheologice din județul Neamț - G
Lista siturilor arheologice din județul Neamț - G conține toate siturile arheologice din județul Neamț înscrise în Repertoriul Arheologic Național (RAN) și aflate în localități al căror nume începe cu litera G. RAN este administrat de Ministerul Culturii și Patrimoniului Național și cuprinde date științifice, cartografice, topografice, imagini și planuri, precum și orice alte informații privitoare la zonele cu potențial arheologic, studiate sau nu, încă existente sau dispărute.
Puteți căuta un sit din localitățile care încep cu litera G folosind formularul de mai jos sau puteți naviga prin toate siturile din județ la Lista siturilor arheologice din județul Neamț.
| Cod RAN                                   | Denumire | Localitate                             | Adresă                     | Datare                         | Descoperit           | Coordonate                                    | Imagine           | Erori            |
| ----------------------------------------- | --- | -------------------------------------- | -------------------------- | ------------------------------ | -------------------- | --------------------------------------------- | ----------------- | ---------------- |
| 121260.01.01                              | Așezarea culturii Cucuteni de la Ghindăoani - "Dealul Ivașcu" / ansamblu anonim (Categorie: locuire civilă) (Tip: Așezare)                                 | sat Ghindăoani, comuna Ghindăoani      | Dealul Ivașcu              | Cucuteni - A                   |                      |                                               | Încărcați imagine | Raportați eroare |
| 121260.01.02                              | Așezarea culturii Cucuteni de la Ghindăoani - "Dealul Ivașcu" / ansamblu anonim (Categorie: locuire civilă) (Tip: Așezare)                                 | sat Ghindăoani, comuna Ghindăoani      | Dealul Ivașcu              | Cucuteni - B                   |                      |                                               | Încărcați imagine | Raportați eroare |
| 122837.01.01 (Cod LMI: NT-II-m-B-10622)   | Biserica "Pogorârea Sf. Duh" de la Gârcina / ansamblu Biserica "Pogorârea Sf. Duh" (Categorie: structură de cult/religioasă) (Tip: Biserică)               | sat Gârcina, comuna Gârcina            |                            | 1668                           |                      |                                               | Încărcați imagine | Raportați eroare |
| 122711.01.01                              | Două morminte de inhumație din epoca migrațiilor de la Girov-grădina lui Lungoaia Petru / ansamblu anonim (Categorie: descoperire funerară) (Tip: Mormânt) | sat Girov, comuna Girov                | Grădina lui Lungoaia Petru | Sanislău sec. IV               |                      |                                               | Încărcați imagine | Raportați eroare |
| 122711.02.01                              | Așezarea fortificată de la Girov - "Sărățica" / ansamblu anonim (Categorie: fortificație) (Tip: așezare fortificată)                                       | sat Girov, comuna Girov                | Sărățica                   |                                |                      |                                               | Încărcați imagine | Raportați eroare |
| 122837.02.01                              | Așezarea eneolitică de la Gârcina - Slatina-Cozla II - III / ansamblu anonim (Categorie: așezare) (Tip: așezare)                                           | sat Gârcina, comuna Gârcina            | Slatina - Cozla II - III   | Starčevo - Criș                | 29.06.2005           | 46°58′13″N 26°20′59″E / 46.97031°N 26.34972°E | Încărcați imagine | Raportați eroare |
| 122837.02.02                              | Așezarea eneolitică de la Gârcina - Slatina-Cozla II - III / ansamblu anonim (Categorie: așezare) (Tip: așezare)                                           | sat Gârcina, comuna Gârcina            | Slatina - Cozla II - III   | Cucuteni                       | 29.06.2005           | 46°58′13″N 26°20′59″E / 46.97031°N 26.34972°E | Încărcați imagine | Raportați eroare |
| 122837.02.03                              | Așezarea eneolitică de la Gârcina - Slatina-Cozla II - III / ansamblu anonim (Categorie: așezare)                                                          | sat Gârcina, comuna Gârcina            | Slatina - Cozla II - III   |                                | 29.06.2005           | 46°58′13″N 26°20′59″E / 46.97031°N 26.34972°E | Încărcați imagine | Raportați eroare |
| 122837.02.04                              | Așezarea eneolitică de la Gârcina - Slatina-Cozla II - III / ansamblu anonim (Categorie: așezare) (Tip: așezare)                                           | sat Gârcina, comuna Gârcina            | Slatina - Cozla II - III   |                                | 29.06.2005           | 46°58′13″N 26°20′59″E / 46.97031°N 26.34972°E | Încărcați imagine | Raportați eroare |
| 122837.02.05                              | Așezarea eneolitică de la Gârcina - Slatina-Cozla II - III / ansamblu anonim (Categorie: așezare) (Tip: așezare)                                           | sat Gârcina, comuna Gârcina            | Slatina - Cozla II - III   | sec. XIX                       | 29.06.2005           | 46°58′13″N 26°20′59″E / 46.97031°N 26.34972°E | Încărcați imagine | Raportați eroare |
| 122711.03.01                              | Așezarea eneolitică de la Girov - "Mănoaia" / ansamblu anonim (Categorie: așezare) (Tip: așezare)                                                          | sat Girov, comuna Girov                | Mănoaia                    | Precucuteni - II               | perioada interbelică |                                               | Încărcați imagine | Raportați eroare |
| 122711.03.02                              | Așezarea eneolitică de la Girov - "Mănoaia" / ansamblu anonim (Categorie: așezare) (Tip: așezare)                                                          | sat Girov, comuna Girov                | Mănoaia                    | Cucuteni - A                   | perioada interbelică |                                               | Încărcați imagine | Raportați eroare |
| 122711.03.03                              | Așezarea eneolitică de la Girov - "Mănoaia" / ansamblu anonim (Categorie: așezare) (Tip: așezare)                                                          | sat Girov, comuna Girov                | Mănoaia                    | Cucuteni - A-B                 | perioada interbelică |                                               | Încărcați imagine | Raportați eroare |
| 122711.03.04                              | Așezarea eneolitică de la Girov - "Mănoaia" / ansamblu anonim (Categorie: așezare) (Tip: așezare)                                                          | sat Girov, comuna Girov                | Mănoaia                    | Cucuteni - B                   | perioada interbelică |                                               | Încărcați imagine | Raportați eroare |
| 122917.02.01                              | Așezarea de epocă daco-romană de la Grumăzești- Dealul Caina / ansamblu anonim (Categorie: locuire) (Tip: Așezare)                                         | sat Grumăzești, comuna Grumăzești      | Dealul Caina               | sec. II-IV                     | 2007                 | 47°07′44″N 26°21′11″E / 47.12889°N 26.35306°E | Încărcați imagine | Raportați eroare |
| 122917.03.01                              | Așezarea medievală de la Grumăzești- Frecăuți / ansamblu anonim (Categorie: locuire) (Tip: Așezare)                                                        | sat Grumăzești, comuna Grumăzești      | Frecăuți                   | sec. XVI-XVII                  | Diaconu, Vasile 2008 | 47°08′05″N 26°22′37″E / 47.13472°N 26.37694°E | Încărcați imagine | Raportați eroare |
| 122677.02.01 (Cod LMI: NT-I-m-B-10504.02) | Situl arheologic de la Gherăești - "La Biserică" / ansamblu anonim (Categorie: locuire) (Tip: Așezare)                                                     | sat Gherăești, comuna Gherăești        | La Biserică                | bastarnică sec. II - I a. Chr. |                      | 47°14′33″N 26°31′21″E / 47.2425°N 26.5225°E   | Încărcați imagine | Raportați eroare |
| 122677.02.02 (Cod LMI: NT-I-m-B-10504.01) | Situl arheologic de la Gherăești - "La Biserică" / ansamblu anonim (Categorie: locuire) (Tip: Necropolă)                                                   | sat Gherăești, comuna Gherăești        | La Biserică                | sec. XV - XVIII                |                      | 47°14′33″N 26°31′21″E / 47.2425°N 26.5225°E   | Încărcați imagine | Raportați eroare |
| 121554.01.01 (Cod LMI: NT-I-s-B-10503)    | Așezarea Cucuteni de la Ghelăiești - "Dealul Nedeea" / ansamblu anonim (Categorie: locuire civilă) (Tip: Așezare)                                          | sat Ghelăiești, comuna Bârgăuani       | Dealul Nedeea              | Cucuteni - A-B                 |                      | 46°56′00″N 26°40′00″E / 46.93333°N 26.66667°E | Încărcați imagine | Raportați eroare |
| 121554.01.02 (Cod LMI: NT-I-s-B-10503)    | Așezarea Cucuteni de la Ghelăiești - "Dealul Nedeea" / ansamblu anonim (Categorie: locuire civilă) (Tip: Așezare)                                          | sat Ghelăiești, comuna Bârgăuani       | Dealul Nedeea              | Cucuteni - B                   |                      | 46°56′00″N 26°40′00″E / 46.93333°N 26.66667°E | Încărcați imagine | Raportați eroare |
| 124475.01.01 (Cod LMI: NT-I-m-B-10505.01) | Situl arheologic de la Ghigoiești - "Podul Trudeștilor" / ansamblu anonim (Categorie: locuire civilă) (Tip: Așezare)                                       | sat Ghigoiești, comuna Ștefan cel Mare | Podul Trudeștilor          | Precucuteni - II, III          |                      | 46°57′39″N 26°34′42″E / 46.96083°N 26.57833°E | Încărcați imagine | Raportați eroare |
| 124475.01.02 (Cod LMI: NT-I-m-B-10505.02) | Situl arheologic de la Ghigoiești - "Podul Trudeștilor" / ansamblu anonim (Categorie: locuire civilă) (Tip: Așezare)                                       | sat Ghigoiești, comuna Ștefan cel Mare | Podul Trudeștilor          | Cucuteni                       |                      | 46°57′39″N 26°34′42″E / 46.96083°N 26.57833°E | Încărcați imagine | Raportați eroare |
| 124171.02.01 (Cod LMI: NT-I-s-A-10502)    | Cetatea medievală de la Gâdinți - "La Cetate" / ansamblu Cetatea Nouă a Romanului (Categorie: locuire civilă) (Tip: Cetate)                                | sat Gâdinți, comuna Gâdinți            | La Cetate                  | sec. XV - XVII                 |                      | 47°21′55″N 26°21′55″E / 47.36528°N 26.36528°E | Încărcați imagine | Raportați eroare |
| 124091.01.01 (Cod LMI: NT-I-m-B-10506.02) | Situl arheologic de la Goșmani - "La Moară" / ansamblu anonim (Categorie: locuire civilă) (Tip: Așezare)                                                   | sat Goșmani, comuna Români             | La Moară                   |                                |                      | 46°49′00″N 26°44′00″E / 46.81667°N 26.73333°E | Încărcați imagine | Raportați eroare |
| 124091.01.02 (Cod LMI: NT-I-m-B-10506.01) | Situl arheologic de la Goșmani - "La Moară" / ansamblu anonim (Categorie: locuire civilă) (Tip: Așezare)                                                   | sat Goșmani, comuna Români             | La Moară                   | carpică sec. II - III          |                      | 46°49′00″N 26°44′00″E / 46.81667°N 26.73333°E | Încărcați imagine | Raportați eroare |
| 122917.01.01 (Cod LMI: NT-I-s-B-10507)    | Așezarea Starcevo-Criș de la Grumăzești - "Deleni" / ansamblu anonim (Categorie: locuire civilă) (Tip: Așezare)                                            | sat Grumăzești, comuna Grumăzești      | Deleni                     | Starčevo - Criș                |                      | 47°09′13″N 26°24′40″E / 47.15361°N 26.41111°E | Încărcați imagine | Raportați eroare |